# Schiavo d'amore (film 1946)
Schiavo d'amore (Of Human Bondage ) è un film del 1946, diretto da Edmund Goulding.
È la seconda trasposizione cinematografica del romanzo omonimo di William Somerset Maugham.

## Produzione
Il film fu prodotto dalla Warner Bros.

## Distribuzione
Distribuito dalla Warner Bros., il film fu presentato in prima a New York il 5 luglio 1946 per uscire poi nelle sale cinematografiche USA il 20 luglio.